# Libero International
Libero International est une publication libertaire japonaise de langue anglaise sur les anarchismes en Asie du Sud-Est (Japon, Chine, Corée, Hong Kong),, éditée de 1974 à 1980, par le Centre international de recherches sur l’anarchisme (Japon) - CIRA-Japana.
Fondé en 1970, le CIRA-Japana est un centre de recherche et d'information sur l'anarchisme japonais.

## Éléments historiques

Logo du CIRA-Japana.

Le Centre international de recherches sur l’anarchisme (Japon) est fondé, en 1970, à la suite de la visite du jeune Hiroshi Ozeki au siège du Centre International de Recherches sur l'Anarchisme (Lausanne) : « Au CIRA suisse, il y a de nombreux journaux et brochures publiés par des anarchistes de tous les pays. Même les grandes bibliothèques universitaires ne possèdent pas de telles publications. Les auteurs de ces matériaux ne sont pas des pédagogues, mais des militants ».
De 1974 à 1980, la Section de correspondance internationale (Section for International Correspondence) du CIRA-Japon publie les six numéros de la revue Libero international, dont l'essentiel du contenu consiste en la traduction en anglais de textes anarchistes asiatiques (Japon, Chine et Corée) du XXe siècle, sources importantes pour la compréhension, par le monde occidental, de l'histoire du mouvement libertaire en Asie du Sud-Est. La revue est citée en référence dans plusieurs ouvrages ou articles universitaires,,.